# Xylosma hawaiiense
Xylosma hawaiiense är en videväxtart som beskrevs av Berthold Carl Seemann. Xylosma hawaiiense ingår i släktet Xylosma och familjen videväxter. Inga underarter finns listade i Catalogue of Life.

## Bildgalleri

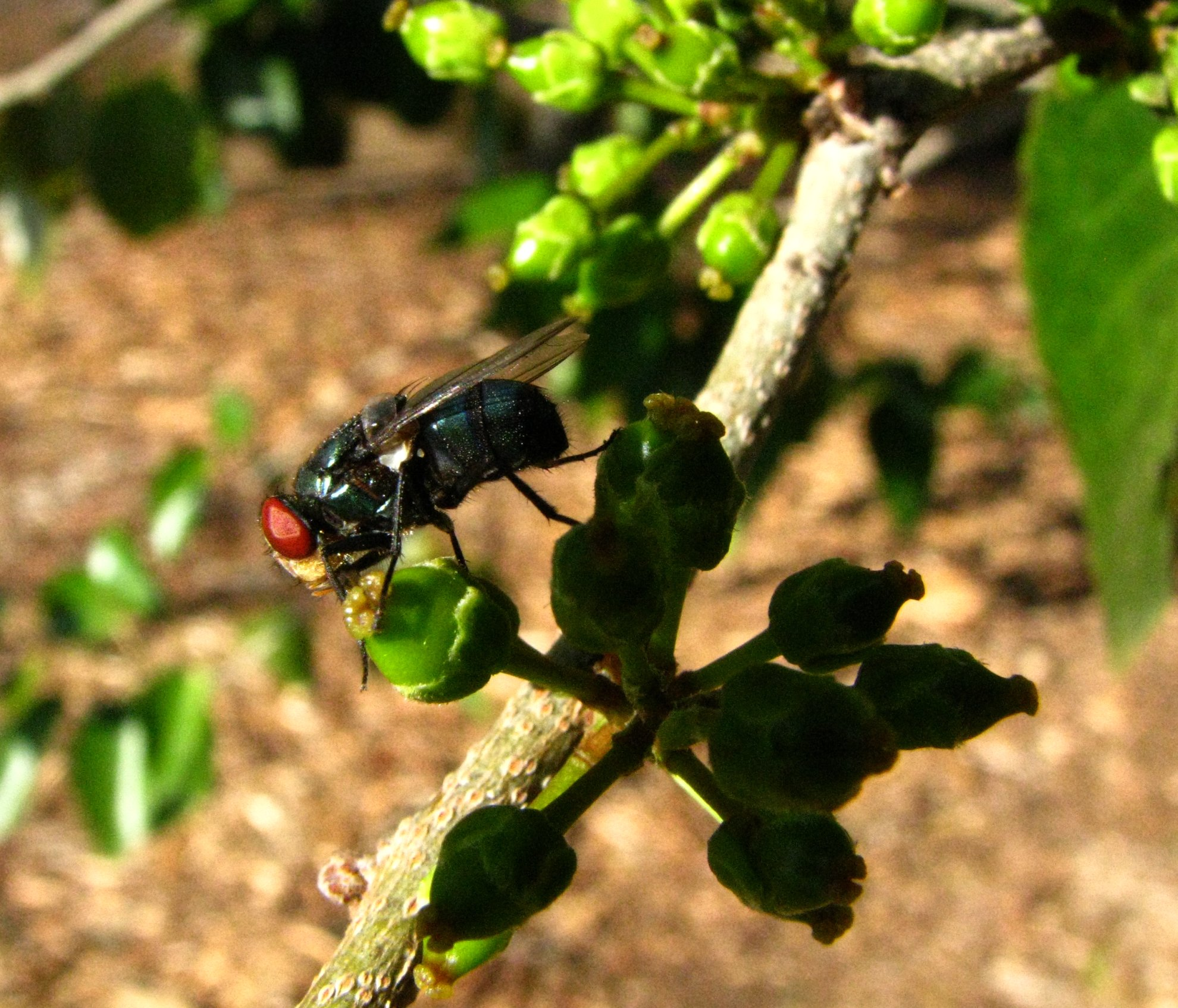
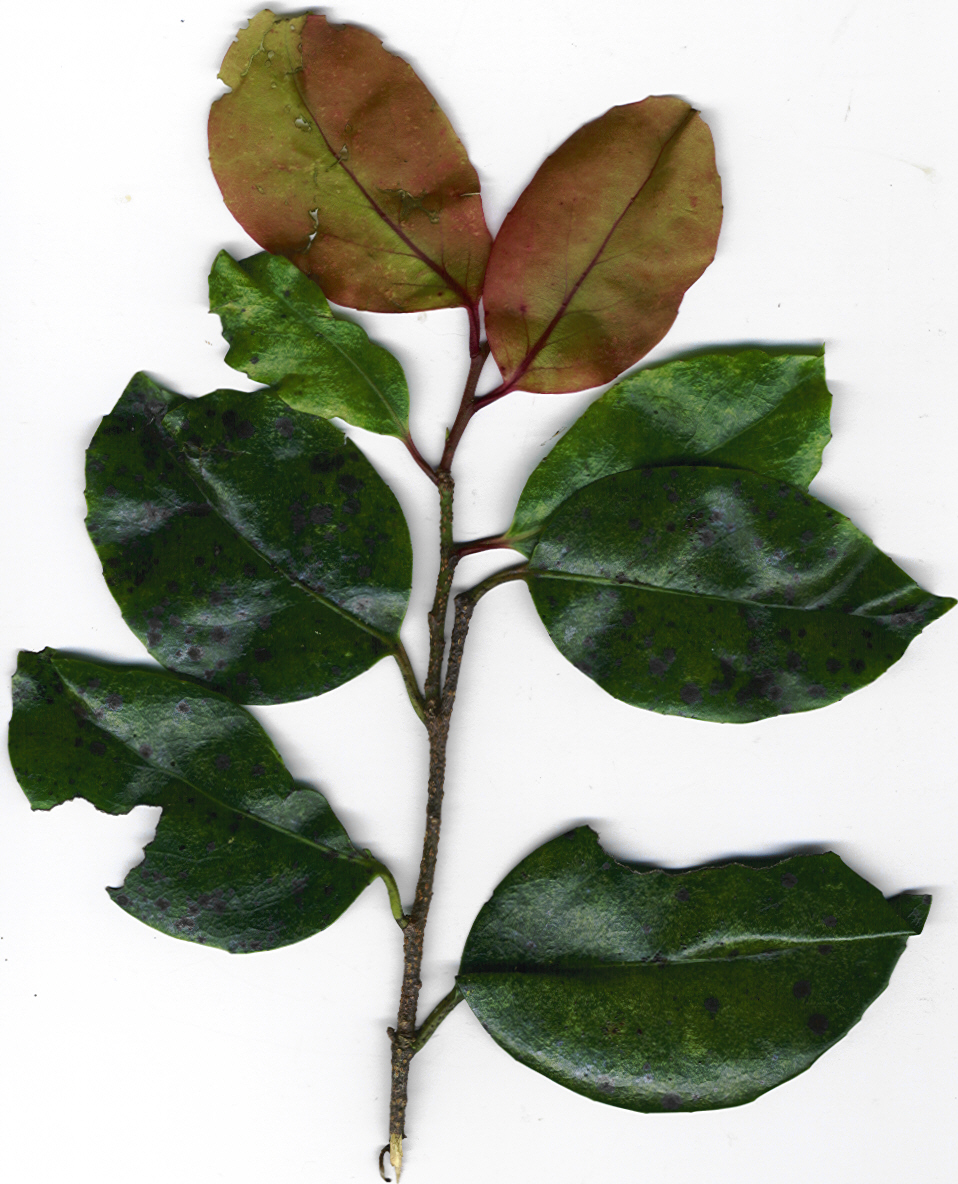
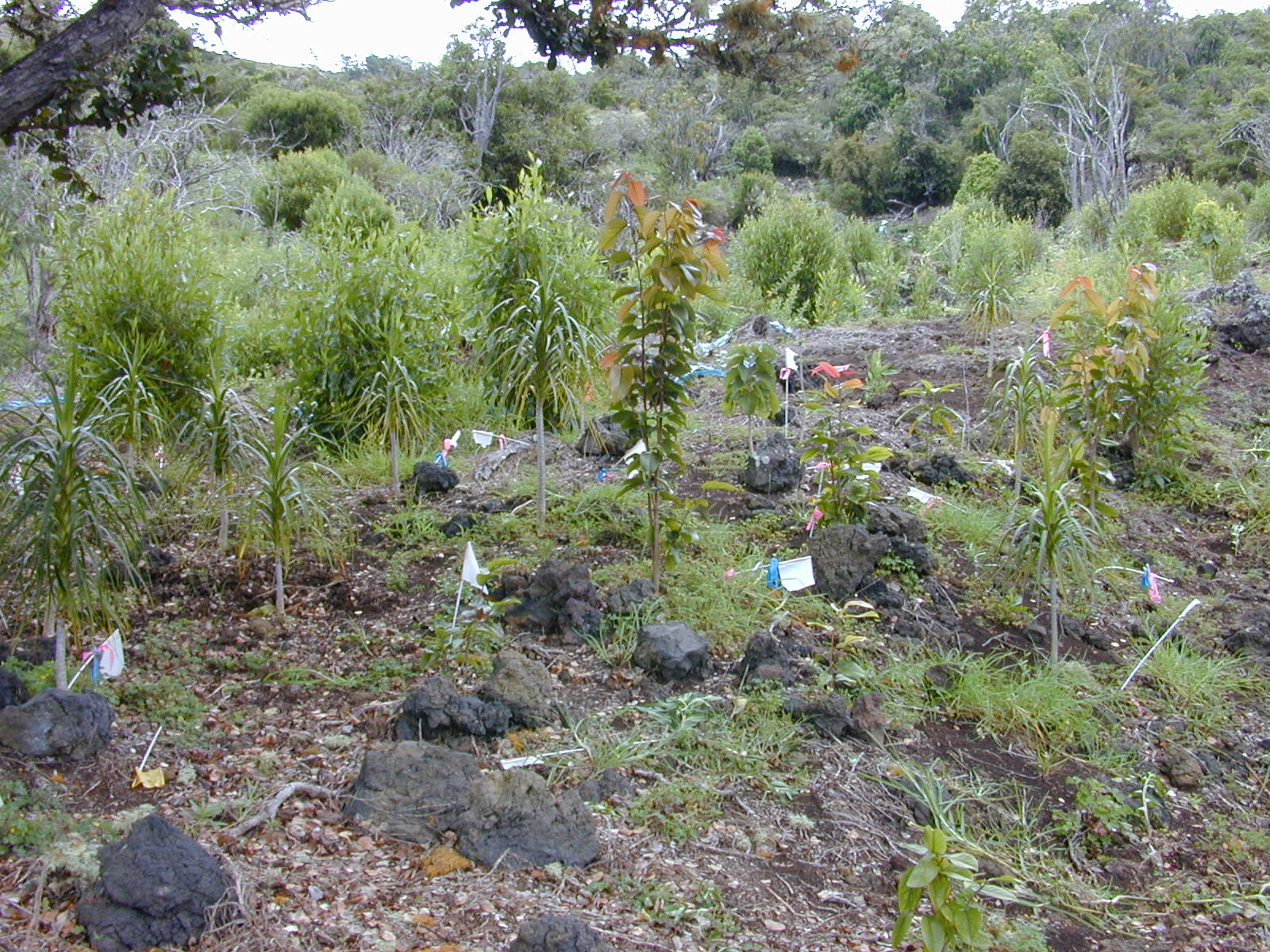
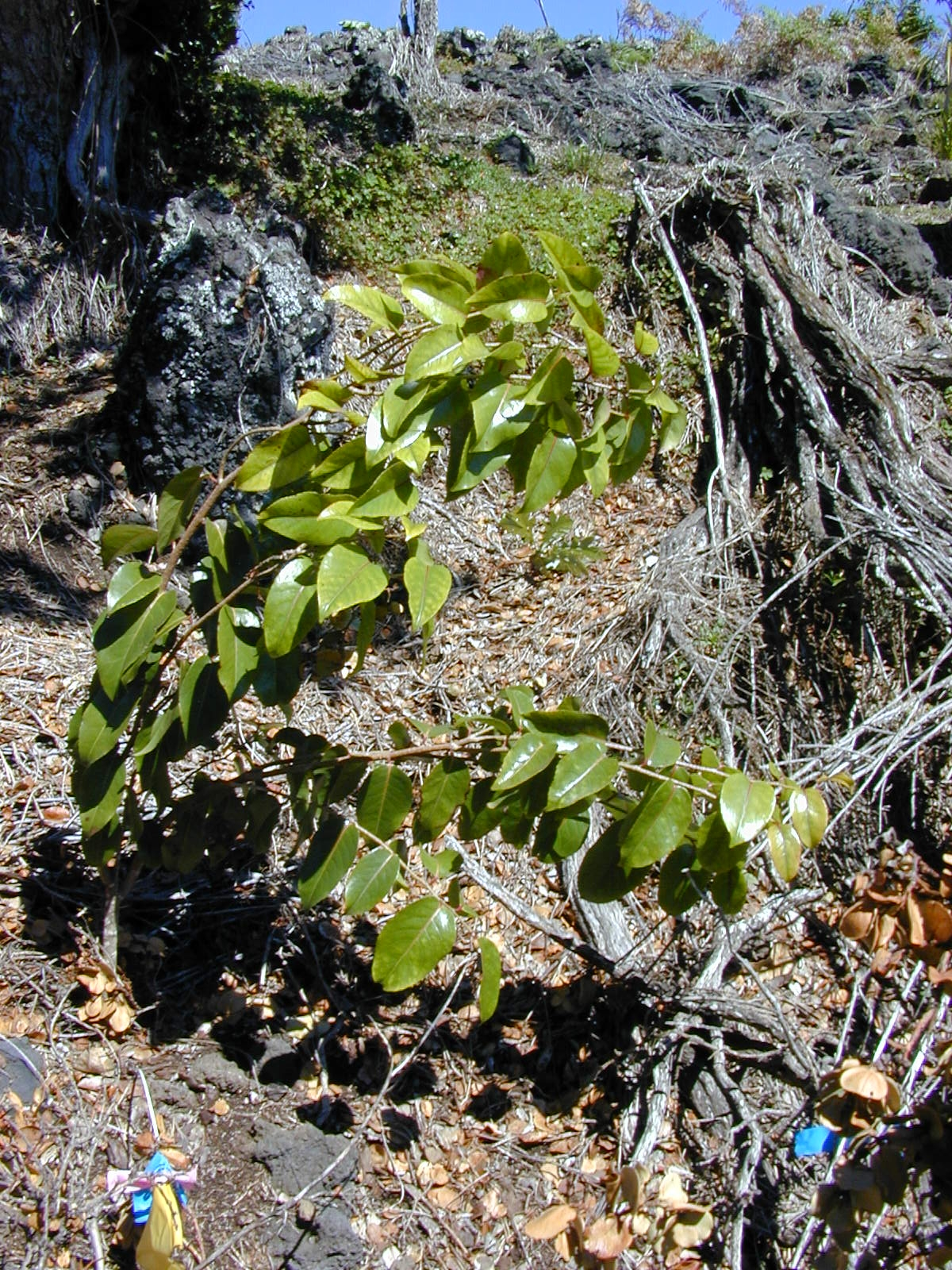
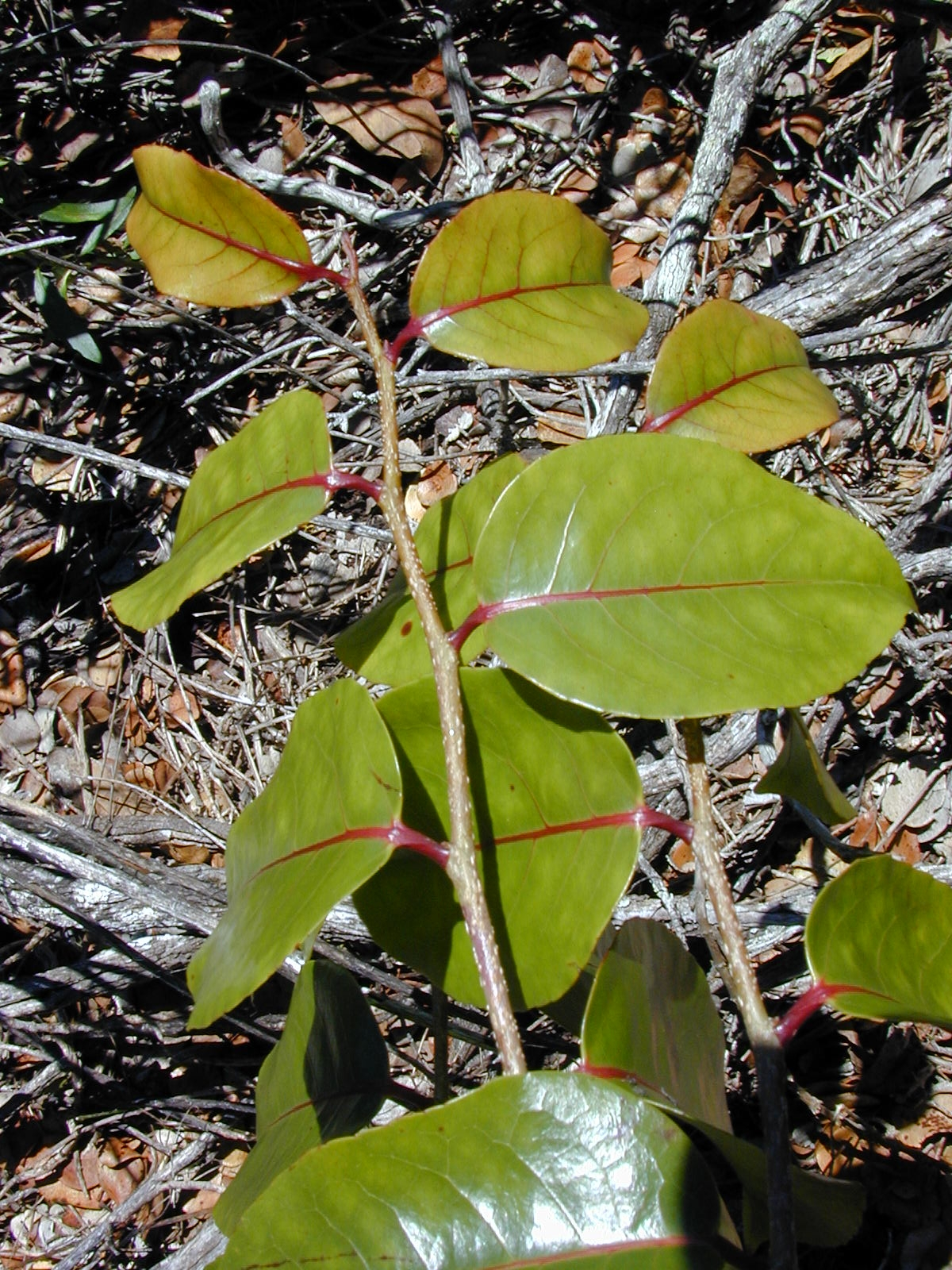
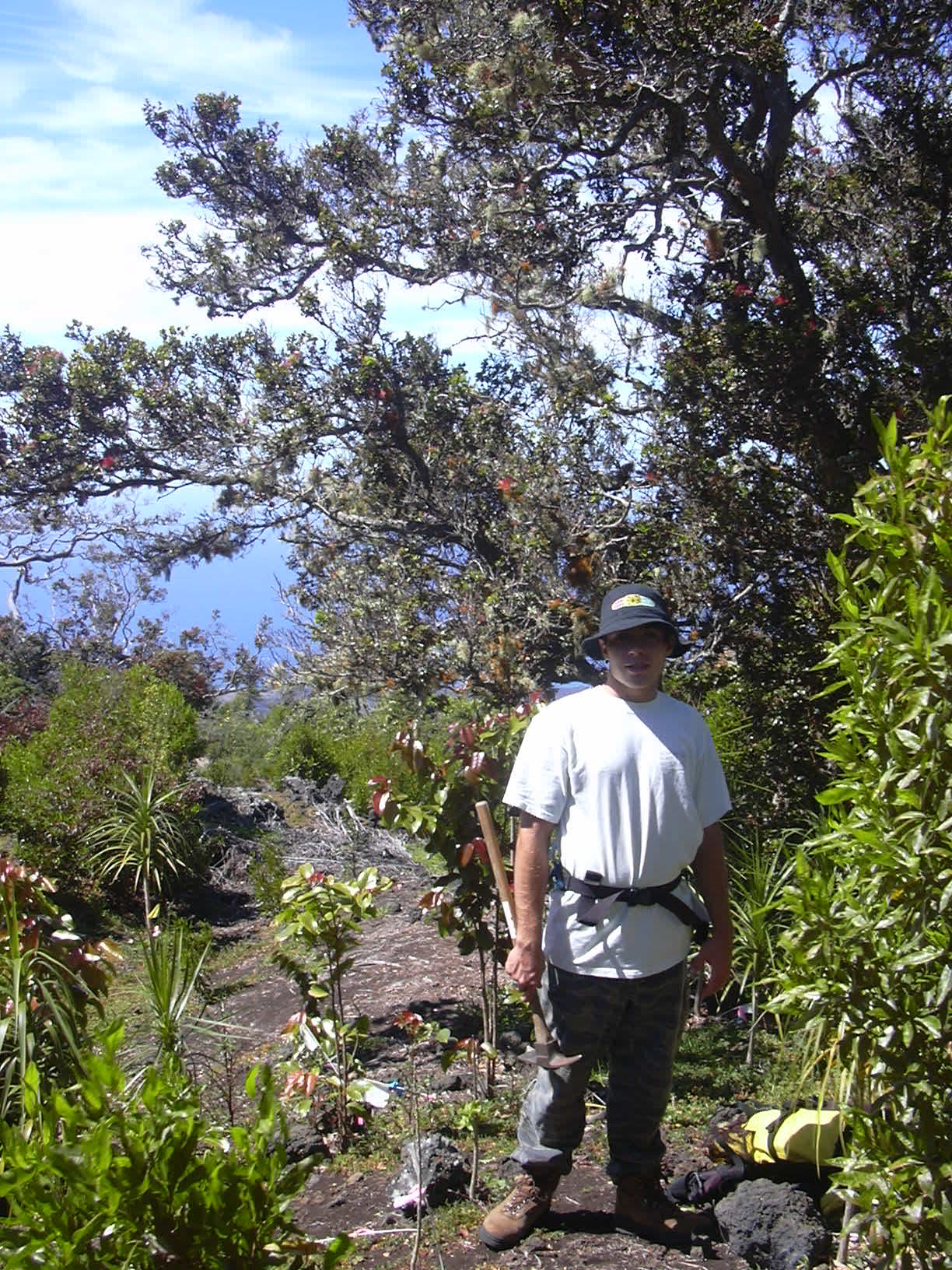